# Livros Sibilinos

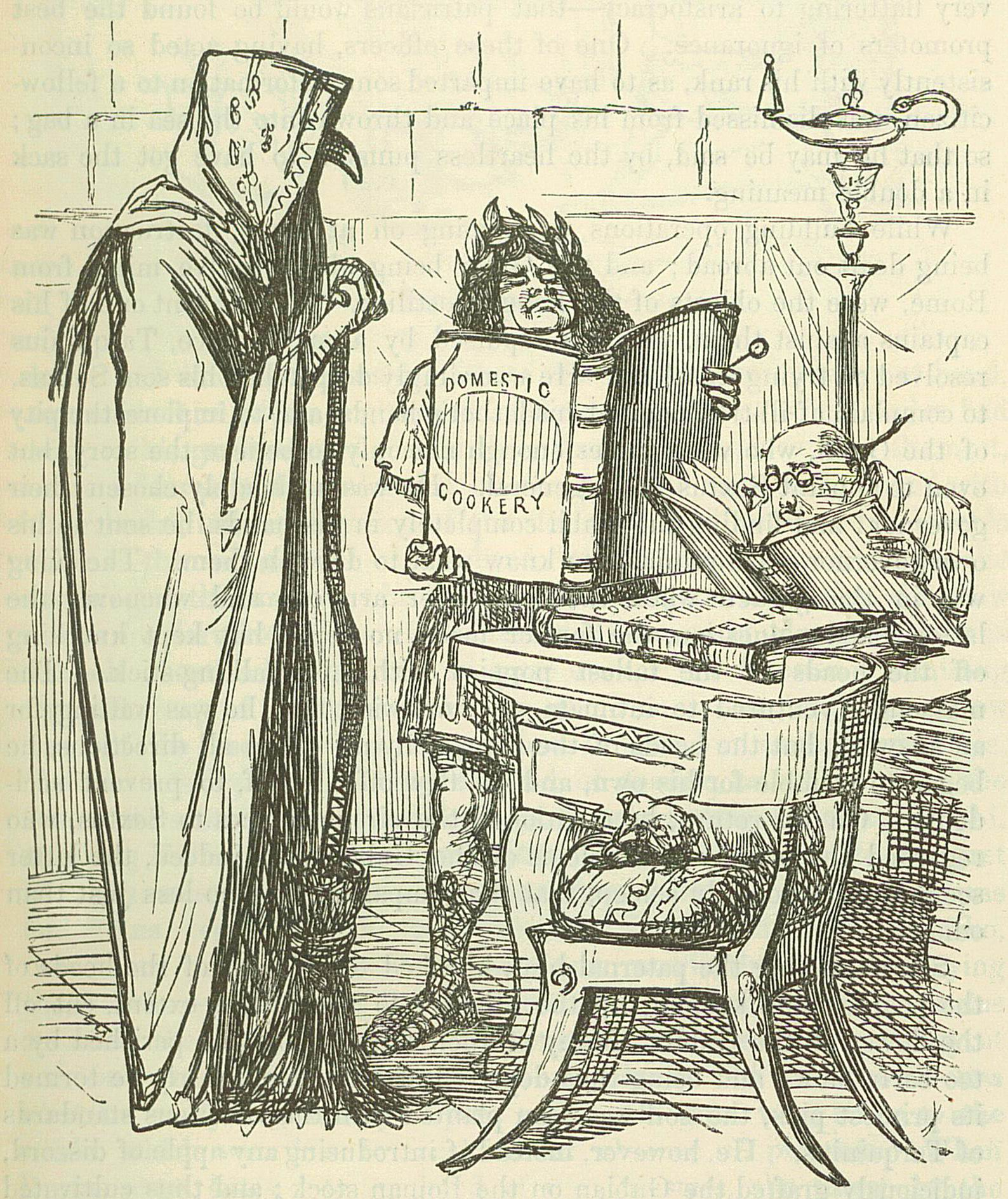
O rei Tarquínio, o Soberbo, analisa os Livros Sibilinos.

Os Livros Sibilinos (em Latim: Libri Sibyllini) são uma compilação de declarações do oráculo, apresentados em versos hexâmetricos gregos, que, segundo a tradição, foram comprados da Sibila de Cumas por Tarquínio, o Soberbo, o último rei de Roma.
Apenas fragmentos sobreviveram: o restante foi perdido ou deliberadamente destruído.[carece de fontes?] Os Livros Sibilinos não são os mesmos que os Oráculos Sibilinos, doze livros de profecias que se acredita serem de origem judaico-cristã.

## História
A história da aquisição dos Livros Sibilinos pelo sétimo e último rei de Roma, Lucius Tarquinius Superbus é um dos famosos elementos lendários da história romana. De acordo com a narrativa, uma mulher idosa, possivelmente Sibila de Cumas, ofereceu a Tarquínio nove livros dessas profecias por um preço exorbitante; quando o rei se recusou a comprá-los, ela queimou três e ofereceu os seis restantes à ele pelo mesmo preço, o que ele novamente recusou. Em seguida, ela queimou mais três e repetiu a oferta, mantendo o mesmo preço. Tarquínio então consultou os Áugures, cuja importância na história romana é mencionada por Tito Lívio. Os Áugures lamentaram a perda dos seis livros e pediram a compra dos três restantes. Tarquinius, então, comprou os três últimos pelo preço original completo e os preservou em um cofre sagrado sob o templo de Júpiter Capitoliano. 